# Новозуївка
Новозу́ївка (крим. Novozuyivka) — село Курманського району Автономної Республіки Крим.